# Складська споруда № 2
Складська споруда № 2 (Цистерна № 2) — пам'ятка архітектури національного значення України (охор. № 010071/23), що належить до комплексу пам'яток Генуезької фортеці в Судаку. Датується 1385—1414 роками.
Знаходиться в південній частині фортеці біля башти Пасквале Джудиче. На плані 1780 року значиться як басейн для води, в інших, більш ранніх документах, згадується як пороховий льох. Споруда напівпідземна, прямокутна в плані, витягнута зі сходу на захід, по поперечній осі розділена стіною з двома арками на дві рівні частини, кожна з яких перекрита коробовим склепінням на підпружних арках. По зводу покрита черепицею. Складена з вапняку на вапняному розчині. У південній стіні дві бійниці.
У 1961 році споруда реставрована: закладені вибоїни в стінах, перекладений карниз, відновлено склепінчасте перекриття, замінена черепиця, зроблені вимощення.